# Desamparados de Alajuela
Desamparados es un distrito del cantón de Alajuela, en la provincia de Alajuela, de Costa Rica.

## Geografía
Desamparados cuenta con un área de 12,95 km² y una altitud media de 1010 m s. n. m.

## Demografía
Para el año 2022, Desamparados cuenta con una población estimada de 29 782 habitantes, y para el último censo efectuado, en 2011, Desamparados contaba con una población de 26 109 habitantes.

## Localidades
- Barrios: Bajo Cañas (parte), Bellavista, Brasil (parte), Calicanto, Cañas (parte), Erizo, Mojón, Pasito, Rincón, Rosales (parte), Targuases, Tres Piedras.

## Transporte

### Carreteras
Al distrito lo atraviesan las siguientes rutas nacionales de carretera:
- Ruta nacional 3
- Ruta nacional 123

### Ferrocarril
El Tren Interurbano administrado por el Instituto Costarricense de Ferrocarriles, atraviesa este distrito.